# دالي كوك
دالي كوك (بالإنجليزية: Dale Cook)‏ (24 نوفمبر 1958 بتلسا في الولايات المتحدة - ) هو لاعب تايكوندو وملاكم كيك بوكسينغ وممثل ولاعب كاراتيه وملاكم أمريكي، صنّف ضمن فئة الوزن المتوسط الخفيف ‏.

## روابط خارجية
- دالي كوك على موقع IMDb (الإنجليزية)
- دالي كوك على موقع قاعدة بيانات الفيلم (الإنجليزية)
- دالي كوك على موقع بوكس ريك (الإنجليزية) (registration required)